# Pawlikówka (Stanisław Górny)
Pawlikówka – część wsi Stanisław Górny w Polsce, położona w województwie małopolskim, w powiecie wadowickim, w gminie Wadowice. 
W latach 1975–1998 Pawlikówka położona była w województwie bielskim.